# Anna Kay
Anna Kay (* 6. Mai 1999 in Gateshead) ist eine britische Radrennfahrerin, die auf Cyclocross spezialisiert ist.

## Sportlicher Werdegang
Kay kam durch ihre Familie früh zum Radsport und fuhr zunächst hauptsächlich Mountainbike. Noch in ihrer Zeit als Juniorin betrieb sie Cyclocross eher als Ausgleich; erst in der U23 fuhr sie dort eine volle Saison. Sie zog nach Belgien, um sich dort voll diesem Sport zu widmen. 2019/2020 gewann sie in der U23 Medaillen bei Welt- und Europameisterschaften; im Elite-Weltcuprennen von Bern wurde sie Dritte.
Nach ihren Erfolgen galt sie als neue Hoffnung des britischen Cyclocross, konnte diese Erwartungen aber nur teilweise erfüllen. 2021 gewann sie mit dem Stellacross von Leuven erstmals ein Rennen in Belgien im Rahmen des Ethias Cross, dies nachdem sie wenige Wochen zuvor beim Training von einem Auto angefahren worden war und sich das Schlüsselbein gebrochen hatte.
Ihre Erfolge erzielte Kay in der Folge hauptsächlich auf britischem Boden, wo sie 2023/2024 Landesmeisterin wurde und die Rennserie Hope Supercross gewann. Mit dem dritten Platz beim Koppenbergcross erzielte auch erstmals wieder einen Podiumsplatz bei einem Klassementscross. Am Ende der Saison wechselte sie zum belgischen Team Proximus-Cyclis CT.
Außerhalb des Cyclocross fuhr Kay weiterhin Mountainbike- und Straßenrennen. 2023 war sie Zweite bei den britischen Meisterschaften im Mountainbike-Marathon.

## Erfolge
2018/2019
 Britische Meisterin (U23)
2019/2020
 Weltmeisterschaften (U23)
 Europameisterschaften (U23)
2022/2023
 Weltmeisterschaften – Staffel
2023/2024
 Weltmeisterschaften – Staffel
 Europameisterschaften – Staffel
 Britische Meisterin